# Maximos I. von Konstantinopel
Maximos (griechisch Μάξιμος Α΄), auch Maximos der Kyniker (Μάξιμος ο Κυνικός, Maximus Cinicus) oder Maximos der Philosoph (Maximus philosophus), war Erzbischof von Konstantinopel (380).

## Leben
Maximos kam aus Alexandria. Er verfasste verschiedene theologische Schriften gegen arianische und nichtchristliche Positionen. Um 371 entstand ein Brief von Athanasios dem Großen an ihn, in dem dieser ihn dafür lobte. 374 wurde er unter Kaiser Valens wegen seiner pro-nicänischen Position ausgepeitscht und in die Wüste verbannt.
379 kam er nach Konstantinopel. Dort äußerte sich Gregor von Nazianz begeistert über ihn. 380 wurde er zum Erzbischof von Konstantinopel geweiht. Diese Wahl war sehr umstritten, und er musste Konstantinopel verlassen. Er suchte vergeblich Unterstützung in Alexandria und Thessaloniki.
381 wurde auf dem Zweiten ökumenischen Konzil von Konstantinopel seine Wahl verurteilt. Ihm wurde unter anderem ein unchristliches Erscheinungsbild mit weißem Philosophenmantel, langen Haaren und einem langen Bart vorgeworfen. 381 unterstützte ihn eine Synode der westlichen Kirche in Aquileia oder Mailand gegen seine Nachfolger Nektarios und Gregor von Nazianz.
Sein weiteres Schicksal ist unbekannt.